# راجر کنت جونز
راجر کنت جونز (متولد ۵ سپتامبر ۱۹۲۶ - درگذشته ۳ فوریه ۲۰۰۴ در شیکاگو) یک اسپرانسیست آمریکایی، عضو مادام العمر انجمن جهانی اسپرانتو و نماینده تخصصی مهندسی بود. دومین نام او،کنت، بیشتر در بین آشنایان او به کار می‌رفت.

## زندگی‌نامه
از سال ۱۹۴۴ تا ۱۹۴۹ ، کنت جونز به عنوان تکنسین کنترل ترافیک هوایی در کشتی خدمت کرد. وی بعداً در هاوایی پُستی برای کار کردن دریافت کرد. پیش از رفتن به شیکاگو، کنت جونز در شرکت ساخت و ساز هواپیما Convair در تگزاس کار می‌کرد. وقتی فهمید که نقشه‌هایش می‌توانند برای ساخت سلاح‌های هسته ای استفاده شوند، این شرکت را ترک کرد و در تگزاس پترولیوم در فورت ورث شغلی پیدا کرد. یک سال بعد، چون این شرکت به دلیل اشتباه در ترجمهٔ یک کتابچهٔ آموزشی که به زبان آلمانی چاپ شده بود، تحت پیگرد قانونی قرار گرفت، به وی وظیفه بازنویسی مجدد آن و حذف اشتباهات ترجمه‌ها داده شد. این جستجوها به وی این امکان را دادند تا زبان اسپرانتو را کشف کند که از آن زمان نیروی بسیاری را برای پیشبرد آن اختصاص داده. او اسپرانتو را سیستم متریک زبان‌ها نامید.
کنت جونز بخش اعظم زندگی خود را به آموزش جوانان اختصاص داد. سالها با جیمز فوگنان، دیوید جردن، جانیس و جان اتکینسون، کیم کیبل و دیگران، از عملکرد شارلوت کوهرس برای سازمان " کودکان در سراسر جهان " حمایت کرد. او یکی از بنیانگذاران انجمن اسپرانتوی شیکاگو بود، که از اواسط دهه ۱۹۵۰ وجود داشت اما در سال ۱۹۷۳ رسماً به عنوان یک سازمان غیرانتفاعی ثبت شد. وی سالها به عنوان رئیس آن خدمت کرد. وی همچنین رئیس کمیسیون آموزش لیگ اسپرانتو برای آمریکای شمالی (اِلنا، که اکنون با نام " اسپرانتو-ایالات متحده " شناخته می‌شود) بود. وی برای پذیرش اسپرانتو در حمل و نقل هوایی، تسهیل زندگی برای معلولین (دسترسی به اتوبوس برای معلولانی که از صندلی‌های چرخدار استفاده می‌کنند) و همچنین برای پذیرش سیستم متریک در ایالات متحده بسیار فعال بوده‌است. او همچنین از مردم فلسطین حمایت می‌کرد.
کنت جونز خیلی زود در جنبش حقوق معلولیت فعال شد و از پیشگامان این نهضت گردید. وی به عنوان یک مهندس عمران در شهر شیکاگو، و کاربر ویلچر، با موفقیت از «سازمان ترانزیت شیکاگو» (CTA)شکایت کرد، زیرا حمل و نقل در این شهر در دسترس کاربران صندلی چرخدار نبود. قاضی، CTA را مجبور کرد که بالابری را در اتوبوس‌های خود برای کاربران صنذلی چرخدار نصب کند. کنت این فعالیت بشردوستانهٔ خود را تا پایان عمر برای حقوق افراد دارای معلولیت در همه حوزه‌های زندگی ادامه داد. " احساس عظیم او برای انسانیت، همه را منتفع می‌ساخت."
وی با دیگر متکلمین خوب اسپرانتو، از انتشار کتابهای درسی علمی و فنی، به ویژه برای مردمان جهان سوم، به شدت حمایت می‌کرد. وی رهبر تیمی بود که به همراه داگ اِی. پورتمن، کتاب "شیمی عمومی، ارگانیک و بیولوژیک" را به اسپرانتو ترجمه کردند. این کتاب اثر HS Stoker و N.R. Slabaugh، بود که توسط انجمن اسپرانتوی شیکاگو در سال ۱۹۸۵ منتشر شد. کتاب "فرهنگ شیمی و علم و فناوری» نوشته داگ پورتمن به اسپرانتو، انگلیسی و آلمانی نیز منتشر شد: ناپرویل ۱۹۹۳ (در ۲۹۷ صفحه) که ترجمهٔ کتاب دونالد راجرز بود از زبان انگلیسی. کنت قصد داشت یک کتاب درسی جبر را ترجمه کند.
مطمئناً این واقعیت که، در ۲۰ دسامبر ۱۹۹۵، پرواز ۹۶۵ آمریکن اِیرلاینز، که پرواز یک هواپیمای بوئینگ ۷۵۷ از میامی به کلمبیا بود، و با کوهی در نزدیکی کالی، کلمبیا برخورد کرد، در تعهد محکم کنت برای مبارزه برای جایگزینی زبان انگلیسی با زبان اسپرانتو به عنوان زبان حمل و نقل هوایی بین‌المللی، نقش به سزائی داشته‌است. علت این سانحهٔ هواعی فجیع، فقط این بود که خلبانان در درک دستورها مسئولان برج کنترل ترافیک هوایی کلمبیا مشکل داشتند - تلفظ سخت و سوءتفاهم برانگیز زبان انگلیسی. در میان ۱۵۹ کشته شدهٔ این فاجعه، نامزد دختر کنت جونز نیز بود.
از ۲۰ از ژوئن ۲۰۰۰، کنت جونز هر پنج شنبه از ۱۰ تا ساعت ۱۱ صبح، به عنوان اعتراض کنت در میدان فدرال شیکاگو علیه امتناع اداره هوانوردی فدرال (FAA) برای انجام یک تحقیق زبانشناسی در مورد این سانحه و نقش زبان انگلیسی در آن، ظاهر می‌شد. بالأخره، یک خبرنگار روزنامه دیلی هرالد در رابطه با مشکل زبان بین‌المللی هوانوردی با کنت جونز مصاحبه کرد و علت بهینه بودن زبان اسپرانتو را برای ایفای این نقش حیاتی از کنت پرسید. مجلهٔ "هفته ایمنی هوائی" (۲۳ اوت ۱۹۹۹، صفحه ۹) مقاله ای را از کنت جونز منتشر کرد، که در آن این مسئله را مورد تجزیه و تحلیل قرار داده بود و نشان داده بود که انگلیسی مطمئناً مناسب‌ترین زبان برای ارتباطات بین‌المللی نیست و بهترین انتخاب زبان آسان و منطقی اسپرانتو است که تلفظ آن برای تمامی انسان‌ها از نژادها و زبان‌ها ی مختلف جهان راحت و قابل درک است. علاوه بر این، در آن زمان تحقیقاتی هم صورت گرفته بود تا گفتگوی شفاهی را با یک سیستم دیجیتال جایگزین کنند.
کنت با همکاری گیلبرتلدون انتشار فرهنگ لغت هوانوردی ۲۸۶ صفحه ای انگلیسی-اسپرانتو تحت عنوان "مجموعه اصطلاحات هوانوردی" (Chapecó: منبع، ۲۰۰۲) را عملی ساخت. این اقدام ارزشمند و عظیم هر دوی ایشان، الهام بخش ایجاد، گروه "اسپرانتو در هواپیمایی" بایگانی‌شده  در ۲۲ دسامبر ۲۰۰۷ توسط Wayback Machine در همان سال ۲۰۰۲ نیز شد.
از سال ۱۹۷۷، او دریافت که از بیماری اسکلروز پلاتیک رنج می‌برد. پنج سال بعد، وی مجبور شد از ویلچر استفاده کند. وی در زمره رهبران جنبشی بود که موفق شد شرکت‌های حمل و نقل را وادار کند تا با استفاده از بالابرهای مخصوص برای صندلی‌های چرخدار امکان دسترسی به اتوبوس‌ها را فراهم کنند.
کنت جونز که بسیار مهمان دوست بود، پذیرای اسپرانیست‌های زیادی از نزدیک به بیست کشور جهان شد. کتابخانهٔ انجمن اسپرانتوی شیکاگو در سالن پذیرائی آپارتمان او بود. برگهٔ اطلاع‌رسانی"سلام!" حاوی این متن بود: "مجموعهٔ ما شایدحدود ۳۰۰ کتاب اسپرانتو، نشریات متنوع، فیلم‌ها و کتابهایی به زبان انگلیسی در زمینه موضوعات مرتبط با زبان داشته باشد. شما می‌توانید از رایانه ما برای ارسال / دریافت پیام‌های آنلاین، تایپ نامه و غیره استفاده کنید. به اعضای انجمن و مهمانان همیشه خوش آمد می گوئیم. فقط کمی قبل از بازدید لطفاً به کنت تلفنی بزنید… ". به علاوه صفحه دیگری " به شیکاگو خوش آمدید! - شهر باخیز". این صفحه در مورد شیکاگو، میزان دسترسی آن، بازدیدهای احتمالی که کنت جونز ویرایش کرده‌است، و جایی که اطلاعات تماس وی همچنان به نظر می‌رسد.
وی در سال ۱۹۹۶ بازنشسته شد.
در سال ۱۹۹۸، هنگامی که نخست‌وزیر فرانسه لیونل جوسفین در هنگام بازدید از چین دربارهٔ اسپرانتو با دانشجویان هنگ کنگ صحبت کرد و سخنان نادرستی گفت، کنت از طریق هنری ماسون، که اطلاعات را در سرتاسر جهان منتشر می‌کرد، نامه ای را خطاب به جوسفین ارسال کرد (لیونل جاسپین عزیز، همراه با پیوست کردن متن "رد صلاحیت انگلیسی به عنوان زبان حمل و نقل هوائی در سراسر جهان).
کنت جونز دو بار ازدواج کرد و طلاق گرفت. ابتدا با پائولین، از سال ۱۹۴۷ تا ۱۹۷۲، که از او صاحب ۸ فرزند شد. سپس با آگنس، از سال ۱۹۷۲ تا ۱۹۹۵، که با او صاحب دو فرزند یه نام‌های سو و کیم شد که هر دو اسپرانتودان مادرزاد هستند. وی در کل ۱۷ نوه و هشت نتیجه داشت. وی در ۳ فوریه ۲۰۰۴ در بیمارستان یادبود ویس در شیکاگو درگذشت.